# Norrskensobservatoriet på Haldde

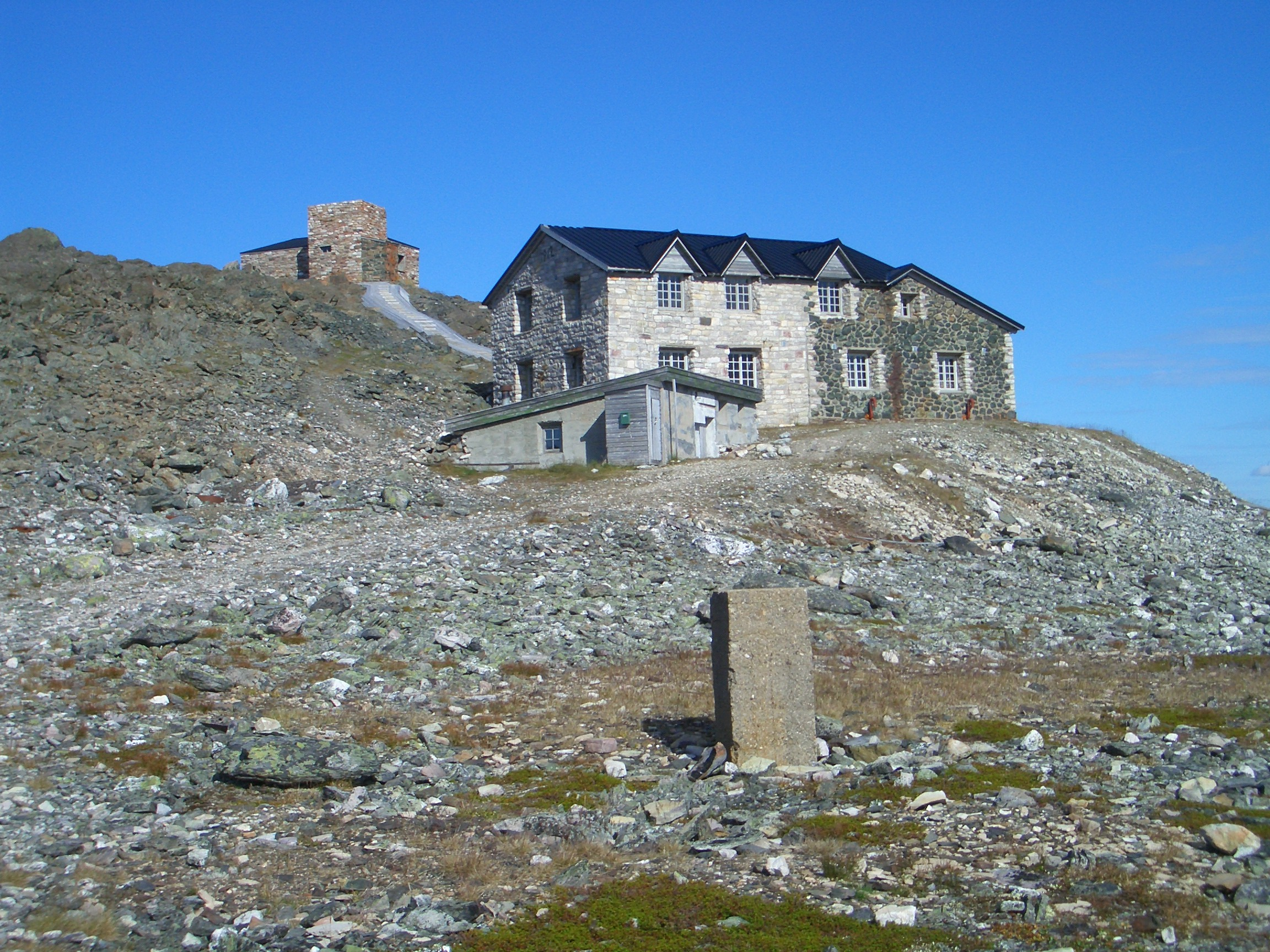
Norrskensobservatoriet på Lille-Haldde

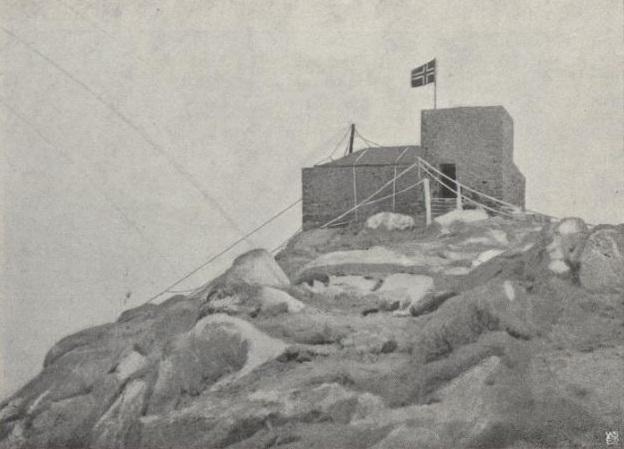
Det första observatoriet på toppen av Haldde

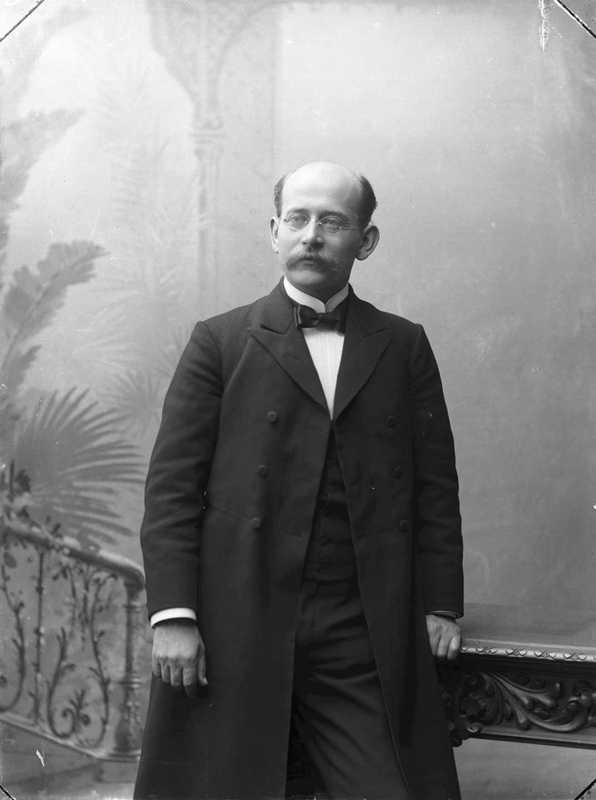
Kristian Birkeland, grundläggere av norrskensobservatoriet på Haldde

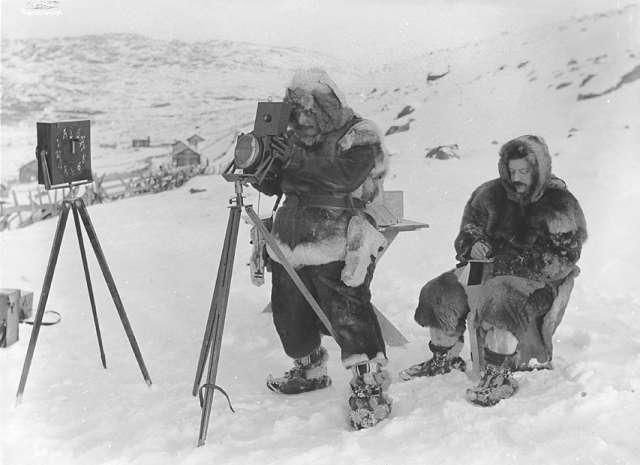
Carl Størmer och assistenten Bernt Johannes Birkeland tar fotografier av norrsken i Alta, 1910

Norrskensobservatoriet på Haldde var ett norskt observatorium på berget Lille-Haldde i Alta kommun i Finnmark.

## Period som observatorium
Kristian Birkeland tog initiativ till att uppföra ett magnetisk-meteorologisk observatorium på Haldde, 904 meter över havet för att utforska norrskenets inflytande på vädret. År 1899 fick han positivt beslut av Stortinget om ett bygge på Haldde. Två provisoriska byggnader uppfördes på topparna av Sukkertoppen och Talviktoppen. Birkeland overvintrade själv på Sukkertoppen vintern 1899-1900. Sem Sæland. som senare blev den första rektorn på Norges tekniske høgskole i Trondheim hade ansvaret för observatoriet på Talviktoppen, vilket bara användes den första säsongen. Birkelands avhandling om "Den norske aurora borealis ekspedisjonen 1899-1900" kom ut på franska med ett titelblad med en teckning av Haldde med en norsk flagga utan det unionsmärke som ingick i landets officiella fana.
Från 1910 beviljade staten medel för kontinuerlig drift av observatoriet. En ny byggnad invigdes 1912, vilken utvidgades 1914–1915. Förutom själva observatoriebyggnaden på bergstoppen uppfördes en huvudbyggnad med fyra lägenheter, kontor och instrumentrum strax under och i närheten, med underjordiska gångar till ackumulatorrum, tvättstuga och bastu. Till anläggningen byggdes nio kilometer tillfartsväg och det fanns också en linbana för vinterbruk. Som mest bodde tre barnfamiljer på Haldde.
Observatoriet var fast bemannat mellan 1912 och 1926. Föreståndare var Ole Andreas Krogness (1886–1934) 1912–1917 och den svenske meteorologen Hilding Köhler 1918–1926. Stortinget beslöt att lägga ned verksamheten 1926 med motiveringen att kostnaderna var höga, verksamheten verksamheten flyttades till det nya Nordlysobservatoriet i Tromsø.

## Senare öde
Den tyska armén brände byggnaden vid sin reträtt från Finnmark 1944, varefter bara murarna stod kvar. Olaf Devik, 1915–1918 varit ansvarig för astronomiska observationer på Haldde, tog 1974 initiativ till restaurering. Alta historielag kom i gång med detta med finansiellt stöd av kommunen och Norsk kulturråd. Projektet övertogs 1985 av Alta Museum. 
Idag är det tidigare observatoriet utgångspunkt för fjällturister. Sedan 2017 förvaltas den övre byggnaden av Alta og omegn turlag. 